# ماي لايف إن روينز
ماي لايف إن روينز (بالإنجليزية: My Life inRuins)‏ هو فيلم كوميدي تم إنتاجه في اليونان وإسبانيا وصدر في سنة 2009. الفيلم من كتابة نيا فاردالوس. من بطولة نيا فاردالوس وريتشارد درايفوس وقد بلغت تكلفة إنتاج الفيلم حوالي 17 مليون دولار بينما حقق إيرادات تقدر بـ 20455276 دولار.

## قصة
جورجيا (نيا فاردالوس) شابة أمريكية من أصل يوناني، تسافر إلى اليونان لتلاحق حب حياتها، لكن بعد مرور عدة سنوات تنفصل عن حبيبها، لتجد نفسها وحيدة سائرة على غير هدى في بلد أجنبي. لكن شغفها بالتاريخ والآثار ينقذها من وحدتها، حيث تجد وظيفة كمرشدة سياحية للأماكن التاريخية باليونان، وعلى رغم أنشغالها الدائم إلا أن شعورها بفقدان الهمة والرغبة في الحياة ما زال يسيطر على أفكارها، ويُغلق أبواب البهجة في وجهها. تنزعج جورجيا كثيرا حين تعلم أن مديرتها في العمل قد غيرت سائق الحافلة؛ التي ستقل السياح معها، معتبره أن ذلك نذير شؤم، وهو ما يحدث بالفعل حيث تمر بأوقات صعبة ومحرجة، كتعطل الحافلة، وملاحقة منافسها المرشد نيكو الذي دوما ما يسبقها في كل خطواتها، وملازمتها لمجموعة من السياح يمّلون من الوقوف أمام الآثار، بينما يهرولون للوصول للشاطئ. في وسط كل هذا تتعرف جورجيا على إرف (ريتشارد درايفوس)؛ الذي يلفت انتباه الجميع لقضائه إجازته منفردا، لكنها تعلم بعد ذلك أن زوجته ماتت منذ فترة، ومع ذلك هو قادر على الحفاظ على روح المرح والبهجة في حياته. فهل يتمكن إرف من مساعدة جورجيا على أن ترى الحياة من زاوية أخرى أجمل.

## روابط خارجية
- ماي لايف إن روينز على موقع IMDb (الإنجليزية)
- ماي لايف إن روينز على موقع ميتاكريتيك (الإنجليزية)
- ماي لايف إن روينز على موقع روتن توميتوز (الإنجليزية)
- ماي لايف إن روينز على موقع نتفليكس (الإنجليزية)
- ماي لايف إن روينز على موقع قاعدة بيانات الأفلام العربية
- ماي لايف إن روينز على موقع ألو سيني (الفرنسية)
- ماي لايف إن روينز على موقع Turner Classic Movies (الإنجليزية)
- ماي لايف إن روينز على موقع أول موفي (الإنجليزية)
- ماي لايف إن روينز على موقع بوكس أوفيس موجو (الإنجليزية)
- ماي لايف إن روينز على موقع فيلمافينيتي (الإسبانية)